# Stuart Merrill
Pour les articles homonymes, voir Merrill.
Stuart Fitzrandolph Merrill, né à Hempstead (New York) le 1er août 1863 et mort à Versailles le 1er décembre 1915, est un poète symboliste américain d'expression française.

## Biographie
Fils d'un diplomate, il passe son enfance à Paris. Après des études au Columbia College, il se fixe définitivement en France en 1890. Il fut l’un des théoriciens du symbolisme. Quoique méconnu, ce poète à la voix originale a aussi travaillé à l'élaboration de nouvelles formes et de nouveaux rythmes, comme dans son poème La Visitation de l'amour, qui fait alterner, de manière très singulière, alexandrins et vers de quinze syllabes. De manière caractéristique, il se plaît à rechercher, notamment à la rime, des substantifs rares, comme kinnor ou gravois. 
En 1892, il devient co-directeur littéraire de la revue L'Ermitage.
Il fut aussi le traducteur de plusieurs poètes et écrivains français comme Baudelaire, Aloysius Bertrand ou Huysmans, et donna sa version de plusieurs textes d'auteurs anglophones (Wilde, Yeats) dans la revue Vers et prose.
D'après la biographie provenant de l'anthologie des poètes contemporains de George Walch, il est dit que Stuart Merril était socialiste révolutionnaire.
Il meurt le 1er décembre 1915 à Versailles et est enterré au cimetière du Père-Lachaise (93e division).

## Citation
Fume l'encens, veille l'amour,
Dans son lit bleu la vierge est morte ;
Couve le feu, tombe le jour,
L'Ange, mes sœurs, frappe à la porte.
(La Mystérieuse Chanson)

## Œuvres
- Les Gammes (1887) Texte en ligne
- Pastels in Prose[3] (1890)
- Les Fastes, thyrses, sceptres, torches (1891)
- Petits Poèmes d'automne (1895) Texte en ligne
- Poèmes, 1887-1897 (1897). Contient : Les Gammes. Les Fastes. Petits Poèmes d'automne. Le Jeu des épées.
- Les Quatre Saisons (1900) Texte en ligne
- Une voix dans la foule, poèmes (1909)
- Walt Whitman (1922)
- Prose et vers. Œuvres posthumes, préface d'André Fontainas (1925)